# Reg Evans
Reginald "Reg" Evans (27 maart 1928 - Victoria, 7 februari 2009) was een Australisch acteur van Welshe afkomst. Hij emigreerde in 1957 naar Australië.
Evans speelde onder meer de stationschef in de film Mad Max. Hij speelde verder rollen in verschillende televisieseries, zoals die van Keith Purvis in het politiedrama Blue Heelers, Mr. Cocker in de Australische versie van Are You Being Served? en Howard Simmons in Prisoner.
Evans en zijn echtgenote stierven allebei in de bosbranden van februari 2009, toen ze hun woning trachtten te redden. De laatst verschenen films waarin hij te zien is, zijn Dying Breed (2008) en Charlie & Boots (2009).